# Гаити на летних Олимпийских играх 1984
Республика Гаити принимала участие в Летних Олимпийских играх 1984 года в Лос-Анджелесе (США) в восьмой раз за свою историю, пропустив Летние Олимпийские игры 1980 года, но не завоевала ни одной медали.
Знаменосец Гаити на церемонии открытия — теннист Рональд Аженор.

## Легкая атлетика
«Марафон (мужчины)»
- Дьедонне Ламот — 2:52:18 (→ 78-е место, последний финишировавший)

## Фехтование
Рапира
(женщины)
- Джина Фаустин

- Раунд 1 — Выиграла 2 матча из 6 (→ не прошла дальше)

- Шейла Виард

- 1—й раунд — Выиграла 0 матчей из 6 (→ не прошла дальше)

## Теннис
После 16-летнего перерыва теннис возвратился в программу летних Олимпийских игр на Олимпиаде в Лос-Анджелесе в виде показательных выступлений.
«Мужчины»
- Рональд Аженор

- Раунд 1 — Проиграл Стефану Эдбергу из Швеции (→ не прошел дальше). Стефан Эдберг занял 1-е место.